# Jeu de cartes français
Le jeu de cartes français ou jeu de 54 cartes est un jeu de cartes organisées en quatre enseignes : trèfle (noir), carreau (rouge), cœur (rouge), pique (noir). Les enseignes sont plus généralement appelées couleurs. Dans le contexte du jeu de cartes, le terme couleur n'a donc pas le même sens que dans le langage commun (dans ce dernier, on dirait qu'il n'y a que deux couleurs : le rouge et le noir).
Il comporte 52 cartes à jouer réparties en quatre familles de treize, plus deux jokers. Un jeu marqué « poker, bridge, canasta » comporte au moins les 54 cartes (dont les deux jokers), et un aide-mémoire des scores du bridge de même format qu'une carte.
Il s'agit de l'un des types de jeu de cartes les plus utilisés dans le monde occidental.
Dans le jeu à 32 cartes, les cartes numérales de 2 à 6 sont absentes, ainsi que les deux jokers.

## Cartes
Le jeu comprend 52 cartes à jouer, réparties suivant treize valeurs sur quatre enseignes. Dans le jeu de cartes français (originaire de Rouen et Lyon au XVe siècle et largement distribué en Europe et en Amérique du Nord), il s'agit de pique ♠, cœur ♥, carreau ♦ et trèfle ♣.
Les valeurs présentes sont les suivantes :
- honneurs (ou habillés) : As, Roi, Dame et Valet
  - jeux anglais : Ace, King, Queen et Jack (ou, moins souvent, Knave)
  - jeux hongrois : Ász, Király, Dáma, Bubi
  - jeux espagnols : As, Rey, Reina/Dama et Jota/Sota
  - jeux italiens : Asso, Re, Donna/Cavallo et Fante
- points (ou petites cartes) : 10, 9, 8, 7, 6, 5, 4, 3, 2.

Le tableau ci-dessous résume l'ensemble des cartes :
|          | As            | 2            | 3            | 4            | 5            | 6            | 7            | 8            | 9            | 10            | Valet    | Dame   | Roi       |
| -------- | ------------- | ------------ | ------------ | ------------ | ------------ | ------------ | ------------ | ------------ | ------------ | ------------- | -------- | ------ | --------- |
| Piques   | As de pique   | 2 de pique   | 3 de pique   | 4 de pique   | 5 de pique   | 6 de pique   | 7 de pique   | 8 de pique   | 9 de pique   | 10 de pique   | Ogier    | Pallas | David     |
| Cœurs    | As de cœur    | 2 de cœur    | 3 de cœur    | 4 de cœur    | 5 de cœur    | 6 de cœur    | 7 de cœur    | 8 de cœur    | 9 de cœur    | 10 de cœur    | Lahire   | Judith | Charles   |
| Carreaux | As de carreau | 2 de carreau | 3 de carreau | 4 de carreau | 5 de carreau | 6 de carreau | 7 de carreau | 8 de carreau | 9 de carreau | 10 de carreau | Hector   | Rachel | César     |
| Trèfles  | As de trèfle  | 2 de trèfle  | 3 de trèfle  | 4 de trèfle  | 5 de trèfle  | 6 de trèfle  | 7 de trèfle  | 8 de trèfle  | 9 de trèfle  | 10 de trèfle  | Lancelot | Argine | Alexandre |

## Dessin

### Généralités
Les cartes sont toutes de même format, imprimées en rouge sur fond blanc pour les cœurs et carreaux, noir sur fond blanc pour les trèfles et les piques, et en aplats de quadrichromie pour les figures. Dans les jeux modernes, la valeur et l'enseigne des cartes sont indiquées dans deux coins opposés (plus rarement dans les quatre coins) afin de pouvoir les identifier lorsqu'elles sont superposées ; ces marques sont imprimées de façon inversées dans les deux coins, afin de pouvoir être lues dans un sens comme dans l'autre.
Certaines versions comportent des variations. Les paquets destinés au blackjack dans les casinos peuvent comporter des marques destinées à une vérification automatisée des suites de cartes. D'autres comportent des valeurs imprimées en plus grand, principalement pour les jeux de stud poker (en), où il est nécessaire de les lire de loin. Il existe également des jeux à quatre couleurs (en) pour les enseignes permettant de mieux les différencier : les couleurs les plus courantes sont noir (piques), rouge (cœurs), bleu (carreaux) et vert (trèfles). Un autre jeu de couleurs courant est emprunté au jeu de cartes allemand et utilise des piques verts et des carreaux jaunes. Il est à noter que d'autres séries d'enseignes existent : les enseignes allemandes, italiennes, suisses et espagnoles.

### Points
Les valeurs 1 (as) à 10 sont représentées par autant de symboles de leur enseigne, distribués de haut en bas.

### Figures
Les figures — rois, dames et valets — sont au nombre de douze et représentent un personnage. Leur dessin est souvent symétrique par rapport au centre de la carte, la portion au-dessus d'une diagonale étant identique à celle en dessous, permettant de lire les cartes à l'endroit comme à l'envers. Dans les cartes traditionnelles françaises, chacune des figures porte un nom, indiqué verticalement dans les deux coins non-occupés par la valeur de la carte. La plupart des personnages sont représentés de trois-quarts face, à l'exception de la dame de pique, du valet de carreau et du roi de carreau, de profil. Les figures sont présentées par une lettre (R pour le roi, D pour la dame, V pour le valet).
L'identification des personnes représentées sur ces figures donne lieu à plusieurs théories. Par exemple, il a été supposé que la dame de pique représenterait Élisabeth d'York, le roi de cœur Charlemagne, le roi de carreau Jules César, le roi de trèfle Alexandre le Grand et le roi de pique David. Cependant, les cartes actuelles ne représentent personne en particulier. Elles ont été dessinées à Rouen vers le XVIe siècle et copiées par la suite avec de nombreuses déformations. Les objets que les personnages portent n'ont pas de signification particulière ; également déformés au cours du temps, ils servent simplement à différencier les cartes.
Les rois, ainsi que le valet de carreau, faisaient partie du thème iconographique des Neuf Preux ; deux des reines (Judith et Rachel) s'inspirent d'une des listes des Neuf Preuses. Ces personnages, repris de la tradition biblique, arthurienne et de rois francs, apparaissent sur les cartes à jouer au XVe siècle.
Pour les cartes françaises au portrait double du XIXe siècle :
| Valets                                          | Dames                                           | Rois                         |
| ----------------------------------------------- | ----------------------------------------------- | ---------------------------- |
| Lahire compagnon d'armes de Jeanne d'Arc        | Judith personnage biblique                      | Charles Charlemagne          |
| Hector héros de la guerre de Troie              | Rachel personnage biblique                      | César Jules César            |
| Ogier (ou Hogier) l'un des preux de Charlemagne | Pallas Pallas Athéna                            | David héros biblique         |
| Lancelot Lancelot du Lac                        | Argine anagramme de regina (« reine » en latin) | Alexandre Alexandre le Grand |

Les personnages sont accompagnés d'attributs typiques. Les cartes de Paris du XVIIIe siècle présentent des différences avec les cartes du XIXe siècle présentées ci-dessus : le roi de cœur est représenté avec le globe crucifère en plus de l'épée, et le roi de trèfle est montré avec un lion.

### As
Les as sont généralement marqués d'un « A », plus rarement d'un « 1 ». Leur valeur diffère suivant les jeux : au bridge, par exemple, les as sont plus forts que les rois. Au poker, ils peuvent indifféremment être considérés comme cartes les plus fortes ou les plus faibles.
Il est courant que l'un des as possède une ornementation qui le distingue des autres cartes, comme le logo ou la marque du fabricant. En France, dans un paquet neuf, les cartes sont rangées par couleur (trèfle, cœur, pique et carreau), puis dans chaque couleur par ordre croissant, en commençant par l'as et en finissant par le roi ; le tout est emballé dans du papier cellophane transparent. À l'ouverture d'un paquet, la seule carte visible est donc l'as de trèfle, qui porte donc cette marque.
Dans les pays anglo-saxons, ce statut est attribué à l'as de pique. Cette pratique remonte au règne de Jacques Ier d'Angleterre (1567-1625), qui passe une loi imposant un insigne sur cette carte comme preuve de paiement  d'un impôt sur la fabrication locale des cartes à jouer. Jusqu'en 1960, les paquets de cartes imprimés et vendus au Royaume-Uni sont sujets à une taxe, l'as de pique portant le nom de l'imprimeur et la preuve du règlement de cette taxe.

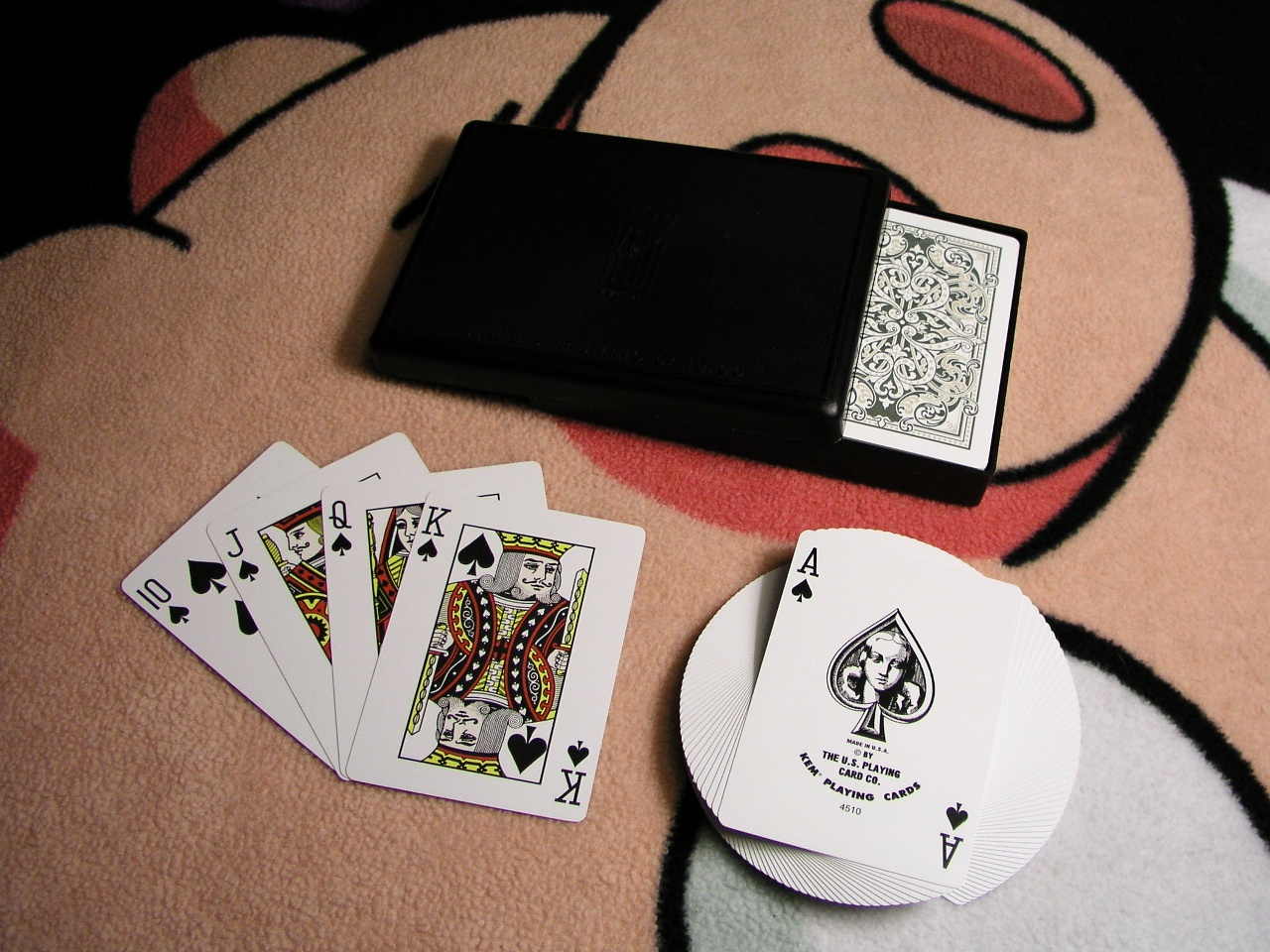
As de pique décoré
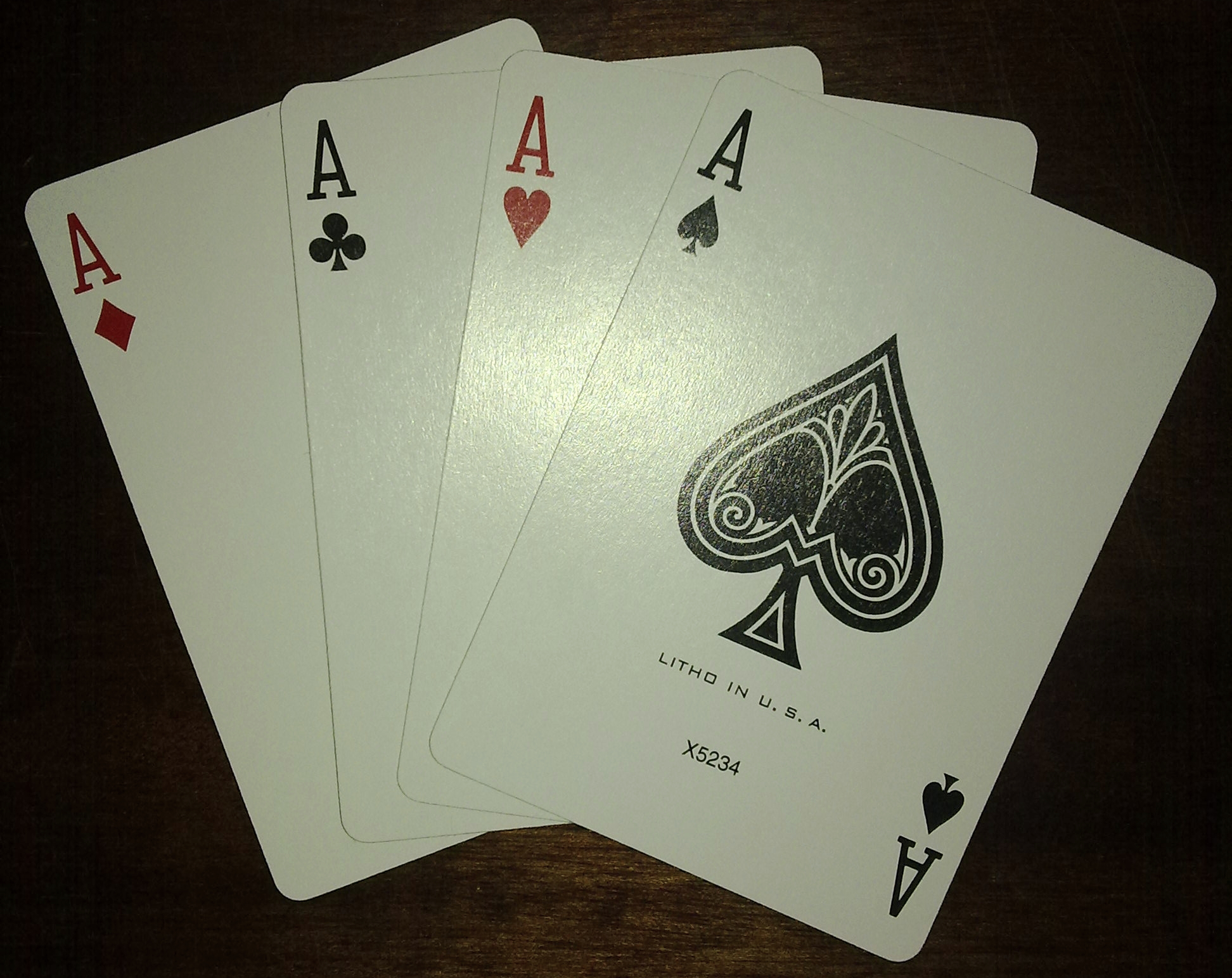
As de pique décoré
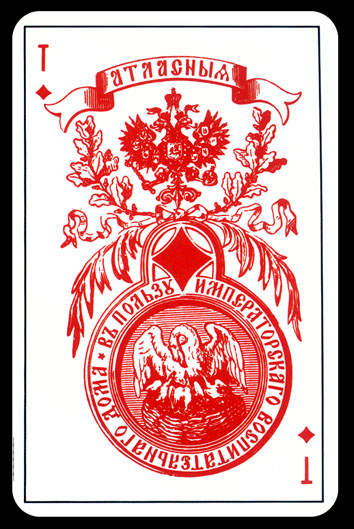
As de carreau décoré
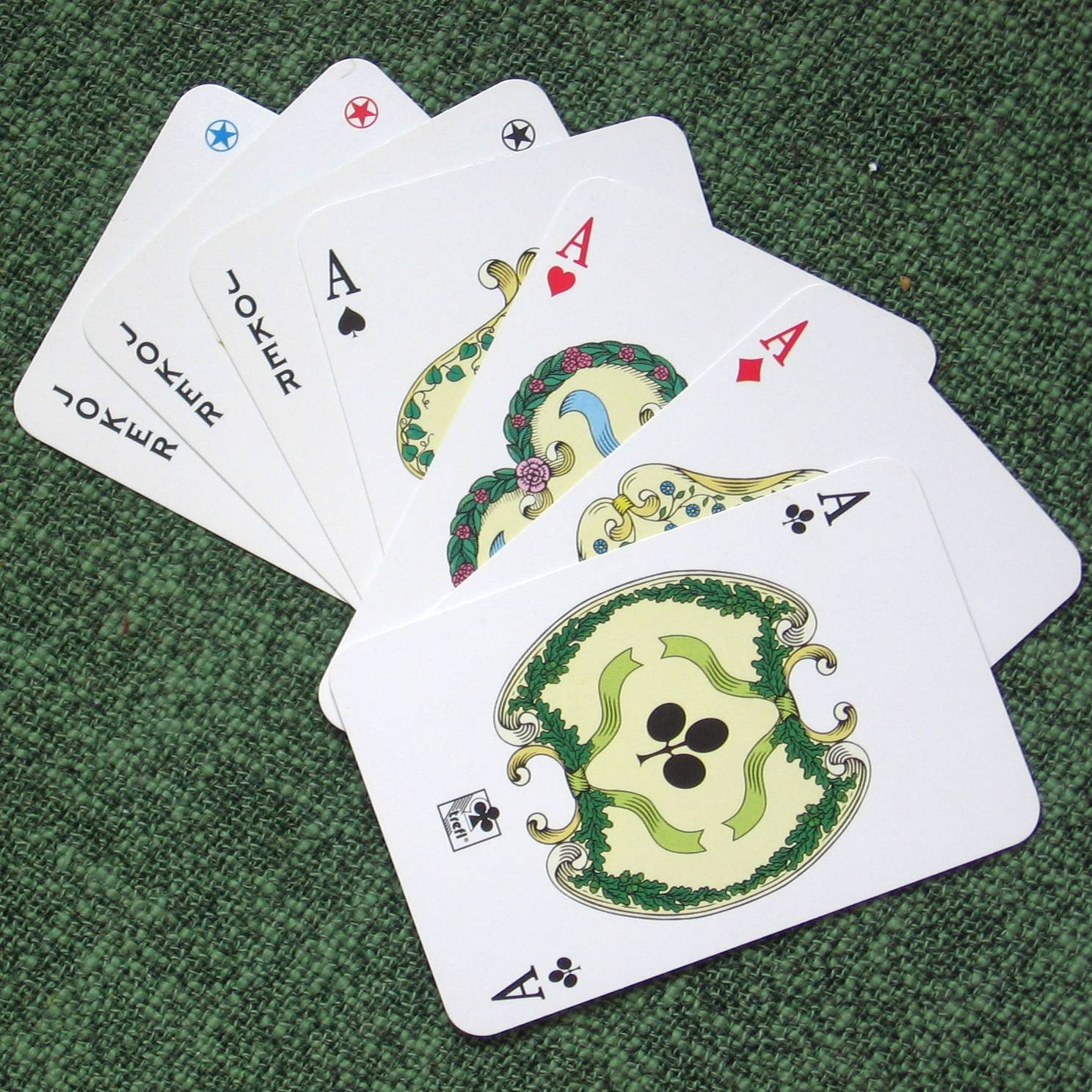
Tous les as décorés

## Format
On rencontre deux principaux formats de cartes :
- le format « bridge », 57 × 88 mm
- le format « poker », 62 × 88 mm, correspondant au format B8 de la norme ISO 216

Les cartes du format bridge sont plus étroites afin de permettre à un plus grand nombre de cartes d'être tenues dans la main d'un joueur. Ce format est également utilisé dans la plupart des jeux de poker en casino : plus petit, il consomme moins de matériau à la fabrication et revient donc légèrement moins cher, ce qui peut présenter un intérêt pour des sites consommant des milliers de paquets par jour.
Ces dimensions peuvent varier de quelques millimètres. Les cartes de fabrication allemandes, par exemple, sont souvent un petit peu plus longues (91 mm). D'autres formats existent, comme une taille plus petite pour les patiences) (souvent 44 × 60 mm), des formats plus étroits pour le voyage (généralement 32 × 76 mm) ou plus grand pour la prestidigitation.
Le poids moyen d'une carte au format B8 est 1,8 g, soit 94 g pour un paquet entier.

## Utilisation
On utilise un ou plusieurs jeux de 52 ou de 54 cartes pour la plupart des jeux de cartes traditionnels :
- Le bridge (un jeu de 52 cartes)
- Le blackjack (un à huit jeux de 52 cartes en fonction du casino)
- Le poker (un jeu de 52 cartes)
- Le rami (deux jeux de 54 cartes)
- La canasta (deux jeux de 54 cartes)

Souvent, on trouve sur le paquet la mention « Poker-Bridge-Canasta », qui confirme que le paquet contient bien les 52 cartes, plus les jokers et la carte de compte des points au bridge.

## Jeux dérivés

### Jeu de 54 cartes
Le jeu de 54 cartes est constitué d'un jeu de 52 cartes auxquelles sont ajoutés deux jokers, parfois différentiables par leur couleur. Ce jeu est le type le plus souvent commercialisé, mais les jokers sont fréquemment retirés avant son utilisation. D'autres versions incluent un seul joker, ou jusqu'à quatre, portant le nombre de cartes de 53 à 56.

Joker noir
Joker rouge

### Jeu de 58 cartes
Le jeu de 58 cartes comprend les cartes du jeu de 54 cartes, ainsi qu'une valeur additionnelle : soit des cavaliers, soit des 11, conduisant à quatre cartes supplémentaires.

### Jeu de 32 cartes
Le jeu de 32 cartes est essentiellement utilisé pour pratiquer la belote et ses dérivés. Un des premiers jeux à l'avoir adopté est cependant le piquet, créé sous Charles VII. Ces deux jeux, avec la manille (qui a précédé la belote), sont à l'origine de l'inscription que l'on peut encore lire sur la tranche de l'étui de bon nombre de paquets de 32 cartes commercialisés : Belote – Piquet – Manille.
Ce jeu de 32 cartes comporte huit cartes pour chacune des quatre enseignes traditionnelles : pique ♠, cœur ♥, carreau ♦ et trèfle ♣. On y trouve : l'As, le 10, le 9, le 8 et le 7. Ces dernières sont souvent appelées « petites » du fait que dans la majorité des jeux elles sont les plus faibles. Le Roi, la dame et le valet, elles constituent les honneurs (les plus fortes cartes). Parfois appelées "les habillés", elles portaient à l'origine le nom de « peintures ».
On utilise un ou plusieurs jeux de 32 cartes pour les jeux suivants :
- la belote, et sa variante la belote coinchée ;
- le piquet qui à ses débuts utilisait 36 cartes en incluant le 6 aux petites ;
- la manille ;
- l'écarté ;
- Le skat, qui est principalement joué dans le grand-est ;
- le bésigue, qui utilise deux jeux dans sa version standard.

## Encodage informatique
Cette page contient des caractères spéciaux ou non latins. S’ils s’affichent mal (▯, ?, etc.), consultez la page d’aide Unicode.
Le bloc Unicode U+1F0A0 à U+1F0FF est utilisé pour représenter les cartes à jouer. L'ensemble des 52 cartes du jeu sont présentes (ainsi qu'un joker noir, un joker blanc, un joker rouge, un revers de carte, les 4 cavaliers et les 22 atouts du jeu de tarot) :
| en fr   | 0 | 1 | 2 | 3 | 4 | 5 | 6 | 7 | 8 | 9 | A | B | C | D | E | F  |
| ------- | - | - | - | - | - | - | - | - | - | - | - | - | - | - | - | -- |
| U+1F0A0 | 🂠 | 🂡 | 🂢 | 🂣 | 🂤 | 🂥 | 🂦 | 🂧 | 🂨 | 🂩 | 🂪 | 🂫 | 🂬 | 🂭 | 🂮 |    |
| U+1F0B0 |   | 🂱 | 🂲 | 🂳 | 🂴 | 🂵 | 🂶 | 🂷 | 🂸 | 🂹 | 🂺 | 🂻 | 🂼 | 🂽 | 🂾 | 🂿  |
| U+1F0C0 |   | 🃁 | 🃂 | 🃃 | 🃄 | 🃅 | 🃆 | 🃇 | 🃈 | 🃉 | 🃊 | 🃋 | 🃌 | 🃍 | 🃎 | 🃏 |
| U+1F0D0 |   | 🃑 | 🃒 | 🃓 | 🃔 | 🃕 | 🃖 | 🃗 | 🃘 | 🃙 | 🃚 | 🃛 | 🃜 | 🃝 | 🃞 | 🃟  |
| U+1F0E0 | 🃠 | 🃡 | 🃢 | 🃣 | 🃤 | 🃥 | 🃦 | 🃧 | 🃨 | 🃩 | 🃪 | 🃫 | 🃬 | 🃭 | 🃮 | 🃯  |
| U+1F0F0 | 🃰 | 🃱 | 🃲 | 🃳 | 🃴 | 🃵 |   |   |   |   |   |   |   |   |   |    |